# Reuma Weizman
Reuma Weizman (hebreo: ראומה ויצמן; née Schwartz; Londres, 18 de agosto de 1925-Or Akiva, 15 de abril de 2025) fue una pedagoga y personalidad pública israelí, esposa del séptimo presidente del Estado de Israel, Ezer Weizmann.

## Biografía
Reuma Schwartz nació en Londres, Reino Unido, el 18 de agosto de 1925. Sus padres, Zvi, nacida en Novoselytsia, y Rachel, nacida en Kishinev (hija de Dov Klimker), fueron miembros de la Segunda Aliya, fundadores del partido Mapai y de la Facultad de Derecho de la Universidad Hebrea de Jerusalén. La hermana mayor de Reuma era Ruth, quien luego se casó con Moshe Dayan.
Zvi y Rachel viajaron con Ruth, de dos años, a Inglaterra para que Zvi estudiara derecho. Un año después del nacimiento de Reuma, la familia regresó a Eretz Israel, y se instaló en Jerusalén en el barrio de Rehavia. A la edad de nueve años, Reuma se mudó al kibutz Mishmar HaEmek. Sus padres, que estaban preocupados por el sustento de la familia y las actividades públicas, decidieron que la educación en el kibutz beneficiaría a su hija.
Después de dejar Mishmar HaEmek, Reuma se formó en agricultura en el kibutz Nir David y completó un curso de enseñanza en el Kibbutzim College en Tel Aviv. Cuando buscaba trabajo, Reuma fue a un hogar de niños en un suburbio de Hamburgo que estaba bajo la Agencia Judía y la Cruz Roja, donde trabajó durante unos dos años con niños refugiados de la Segunda Guerra Mundial.
Después de la Guerra de Independencia, Reuma regresó a Israel y sirvió en el Cuerpo de Mujeres como empleada en la Oficina de Prensa del Gobierno.
Reuma conoció a Ezer Weizmann en 1949 cuando él y Mordechai Hod se detuvieron para que ella la llevara de camino al servicio conmemorativo de Modi Alon. Se casaron en 1950 en el patio de la casa de su hermana y el esposo de esta, Ruth y Moshe Dayan. Moshe Dayan era entonces el comandante de Jerusalén, y la casa de la familia estaba ubicada en Villa Leah en el barrio de Rehavia de Jerusalén. La pareja fue casada por el Gran Rabino Yitzhak HaLevi Herzog.
En 1951, Ezer Weizmann fue aceptado para estudiar en la Fuerza Aérea Británica y la pareja se mudó a Inglaterra, donde nació su hijo mayor, Shaul. Su hija Michal nació cuatro años después. Shaul resultó gravemente herido en el frente del canal durante la Guerra de Desgaste cuando un francotirador egipcio le disparó en la cabeza. En 1991, Shaul murió con su esposa en un accidente automovilístico y ambos fueron enterrados en el cementerio de Or Akiva.
Antes de su llegada a la Residencia Presidencial de Israel, Reuma trabajó extensamente por los niños con discapacidad intelectual en varias organizaciones sociales. Durante el mandato de su esposo, abrió la Casa Presidencial a organizaciones sin fines de lucro que organizaban campamentos para niños con cáncer. Durante el período de absorción de las grandes olas de aliyá, recorrió los sitios de los campos de absorción en todo Israel y se preocupó por el bienestar de los inmigrantes, especialmente de Etiopía. Weizmann trabajó para abrir la Casa del Presidente a exposiciones de muchos artistas israelíes, y muchas de sus obras fueron entregadas por el presidente, con su apoyo, a invitados de alto rango fuera de Israel. También abrió las exposiciones al público en general con el fin de acercar el arte israelí a la gente. Weizmann inició el "Premio a la Buena Acción" que tiene como objetivo "elogiar las buenas obras de los ciudadanos, que se realizaron en beneficio de todos, de forma gratuita, en un marco voluntario, lo que constituye un ejemplo y un modelo a seguir para todos nosotros".